# NGC 7156
NGC 7156 is een balkspiraalstelsel in het sterrenbeeld Pegasus. Het hemelobject werd op 8 oktober 1785 ontdekt door de Duits-Britse astronoom William Herschel.

## Synoniemen
- UGC 11843
- MCG 0-55-29
- ZWG 376.53
- KARA 935
- IRAS 21520+0242
- PGC 67622